# Céline Dion/Diskografie
Diese Diskografie ist eine Übersicht über die musikalischen Werke der kanadischen Pop-Sängerin Céline Dion. Den Quellenangaben zufolge hat sie bisher mehr als 350 Millionen Tonträger verkauft, davon alleine in ihrer Heimat über 13,7 Millionen, damit zählt sie zu den Interpretinnen mit den meisten verkauften Tonträgern weltweit. Sie verkaufte alleine in Deutschland bis heute über 8,4 Millionen Tonträger und ist somit eine der Interpretinnen mit den meisten verkauften Tonträgern in Deutschland. Ihre erfolgreichste Veröffentlichung ist das Album Falling into You mit über 32 Millionen verkauften Einheiten.

## Alben

### Studioalben
| Jahr | Titel Musiklabel                                              | Höchstplatzierung, Gesamtwochen, AuszeichnungChartplatzierungen (Jahr, Titel, Musiklabel, Platzierungen, Wochen, Auszeichnungen, Anmerkungen) | Höchstplatzierung, Gesamtwochen, AuszeichnungChartplatzierungen (Jahr, Titel, Musiklabel, Platzierungen, Wochen, Auszeichnungen, Anmerkungen) | Höchstplatzierung, Gesamtwochen, AuszeichnungChartplatzierungen (Jahr, Titel, Musiklabel, Platzierungen, Wochen, Auszeichnungen, Anmerkungen) | Höchstplatzierung, Gesamtwochen, AuszeichnungChartplatzierungen (Jahr, Titel, Musiklabel, Platzierungen, Wochen, Auszeichnungen, Anmerkungen) | Höchstplatzierung, Gesamtwochen, AuszeichnungChartplatzierungen (Jahr, Titel, Musiklabel, Platzierungen, Wochen, Auszeichnungen, Anmerkungen) | Höchstplatzierung, Gesamtwochen, AuszeichnungChartplatzierungen (Jahr, Titel, Musiklabel, Platzierungen, Wochen, Auszeichnungen, Anmerkungen) | Höchstplatzierung, Gesamtwochen, AuszeichnungChartplatzierungen (Jahr, Titel, Musiklabel, Platzierungen, Wochen, Auszeichnungen, Anmerkungen) | Anmerkungen                                                                     |
| Jahr | Titel Musiklabel                                              | DE | AT | CH | UK | US | CA | FR | Anmerkungen                                                                     |
| ---- | ------------------------------------------------------------- | --- | --- | --- | --- | --- | --- | --- | ------------------------------------------------------------------------------- |
| 1981 | La voix du bon Dieu Super Étoiles (Trans-Canada Disques)      | — | — | — | — | — | — | — | Erstveröffentlichung: 10. November 1981                                         |
| 1982 | Tellement j’ai d’amour… Saisons (Trans-Canada Disques)        | — | — | — | — | — | CA— PlatinCA | — | Erstveröffentlichung: 7. September 1982 Verkäufe: + 100.000                     |
| 1983 | Les chemins de ma maison Saisons (Trans-Canada Disques)       | — | — | — | — | — | CA— GoldCA | — | Erstveröffentlichung: 6. September 1983 Verkäufe: + 50.000                      |
| 1984 | Mélanie TBS (Trans-Canada Disques)                            | — | — | — | — | — | CA— GoldCA | — | Erstveröffentlichung: 22. August 1984 Verkäufe: + 50.000                        |
| 1985 | C’est pour toi TBS (Trans-Canada Disques)                     | — | — | — | — | — | — | — | Erstveröffentlichung: 27. August 1985                                           |
| 1987 | Incognito CBS Records (CBS)                                   | — | — | — | — | — | CA— ×2DoppelplatinCA | — | Erstveröffentlichung: 2. April 1987 Verkäufe: + 500.000                         |
| 1990 | Unison CBS Records (CBS)                                      | — | — | — | UK55 Gold · (9 Wo.)UK | US74 Platin · (26 Wo.)US | CA18 ×7Siebenfachplatin · (… Wo.)CA | FR— GoldFR | Erstveröffentlichung: 26. März 1990 Verkäufe: + 4.000.000                       |
| 1991 | Dion chante Plamondon Epic Records / Columbia Records (Sony)  | — | — | — | — | — | CA76 ×2Doppelplatin · (… Wo.)CA | FR4 ×2Doppelplatin · (52 Wo.)FR | Erstveröffentlichung: 4. November 1991 Verkäufe: + 2.000.000                    |
| 1992 | Céline Dion Epic Records / Columbia Records (Sony)            | — | — | — | UK70 Gold · (2 Wo.)UK | US34 ×2Doppelplatin · (76 Wo.)US | CA4 Diamant · (… Wo.)CA | — | Erstveröffentlichung: 31. März 1992 Verkäufe: + 5.000.000                       |
| 1993 | The Colour of My Love Epic Records / Columbia Records (Sony)  | DE16 Gold · (68 Wo.)DE | AT18 Gold · (7 Wo.)AT | CH9 Platin · (39 Wo.)CH | UK1 ×5Fünffachplatin · (140 Wo.)UK | US4 ×6Sechsfachplatin · (149 Wo.)US | CA1 Diamant · (… Wo.)CA | FR7 ×2Doppelgold · (19 Wo.)FR | Erstveröffentlichung: 9. November 1993 Verkäufe: + 20.000.000                   |
| 1995 | D’eux Epic Records / Columbia Records (Sony)                  | DE69 (9 Wo.)DE | AT35 (8 Wo.)AT | CH1 ×4Vierfachplatin · (89 Wo.)CH | UK7 Gold · (13 Wo.)UK | — | CA29 ×7Siebenfachplatin · (… Wo.)CA | FR1 Diamant · (156 Wo.)FR | Erstveröffentlichung: 3. April 1995 Verkäufe: + 12.000.000                      |
| 1996 | Falling into You Epic Records / Columbia Records (Sony)       | DE5 ×5Fünffachgold · (89 Wo.)DE | AT1 ×2Doppelplatin · (62 Wo.)AT | CH1 ×3Dreifachplatin · (56 Wo.)CH | UK1 ×7Siebenfachplatin · (129 Wo.)UK | US1 ×2Diamant + Doppelplatin · (113 Wo.)US | CA1 Diamant · (28 Wo.)CA | FR1 Diamant · (61 Wo.)FR | Erstveröffentlichung: 8. März 1996 Verkäufe: + 32.000.000                       |
| 1997 | Let’s Talk About Love Epic Records / Columbia Records (Sony)  | DE1 ×3Dreifachplatin · (72 Wo.)DE | AT1 ×2Doppelplatin · (45 Wo.)AT | CH1 ×6Sechsfachplatin · (62 Wo.)CH | UK1 ×6Sechsfachplatin · (83 Wo.)UK | US1 Diamant + Platin · (84 Wo.)US | CA1 Diamant · (26 Wo.)CA | FR1 Diamant · (55 Wo.)FR | Erstveröffentlichung: 14. November 1997 Verkäufe: + 31.000.000                  |
| 1998 | S’il suffisait d’aimer Epic Records / Columbia Records (Sony) | DE11 (14 Wo.)DE | AT3 Gold · (11 Wo.)AT | CH1 ×2Doppelplatin · (26 Wo.)CH | UK17 Gold · (5 Wo.)UK | — | CA1 ×4Vierfachplatin · (3 Wo.)CA | FR1 Diamant · (70 Wo.)FR | Erstveröffentlichung: 4. September 1998 Verkäufe: + 4.000.000                   |
| 2002 | A New Day Has Come Epic Records / Columbia Records (Sony)     | DE2 ×3Dreifachgold · (51 Wo.)DE | AT1 Platin · (45 Wo.)AT | CH1 ×3Dreifachplatin · (49 Wo.)CH | UK1 Platin · (27 Wo.)UK | US1 ×3Dreifachplatin · (60 Wo.)US | CA1 ×6Sechsfachplatin · (20 Wo.)CA | FR1 ×3Dreifachplatin · (63 Wo.)FR | Erstveröffentlichung: 25. März 2002 Verkäufe: + 12.000.000                      |
| 2003 | One Heart Epic Records / Columbia Records (Sony)              | DE6 Gold · (29 Wo.)DE | AT5 Gold · (26 Wo.)AT | CH1 Platin · (27 Wo.)CH | UK4 Gold · (12 Wo.)UK | US2 ×2Doppelplatin · (32 Wo.)US | CA1 ×3Dreifachplatin · (8 Wo.)CA | FR1 Platin · (29 Wo.)FR | Erstveröffentlichung: 24. März 2003 Verkäufe: + 5.000.000                       |
| 2003 | 1 fille & 4 types Epic Records / Columbia Records (Sony)      | DE26 (4 Wo.)DE | AT27 (5 Wo.)AT | CH2 Platin · (17 Wo.)CH | — | — | CA1 Platin · (3 Wo.)CA | FR1 ×2Doppelplatin · (60 Wo.)FR | Erstveröffentlichung: 12. Oktober 2003 Verkäufe: + 806.918                      |
| 2004 | Miracle Epic Records / Columbia Records (Sony)                | DE34 (4 Wo.)DE | AT34 (5 Wo.)AT | CH6 Gold · (14 Wo.)CH | UK5 Silber · (7 Wo.)UK | US4 Platin · (22 Wo.)US | CA1 Platin · (4 Wo.)CA | FR4 Gold · (21 Wo.)FR | Erstveröffentlichung: 23. September 2004 Verkäufe: + 1.325.000; mit Anne Geddes |
| 2007 | D’elles Epic Records / Columbia Records (Sony BMG)            | DE52 (1 Wo.)DE | — | CH3 Gold · (16 Wo.)CH | — | — | CA1 ×2Doppelplatin · (4 Wo.)CA | FR1 Platin · (70 Wo.)FR | Erstveröffentlichung: 18. Mai 2007 Verkäufe: + 435.000                          |
| 2007 | Taking Chances Epic Records / Columbia Records (Sony BMG)     | DE5 Gold · (12 Wo.)DE | AT3 Gold · (10 Wo.)AT | CH1 Platin · (22 Wo.)CH | UK5 Platin · (18 Wo.)UK | US3 Platin · (26 Wo.)US | CA1 ×4Vierfachplatin · (13 Wo.)CA | FR2 Gold · (21 Wo.)FR | Erstveröffentlichung: 7. November 2007 Verkäufe: + 3.100.000                    |
| 2012 | Sans attendre Epic Records / Columbia Records (Sony)          | DE44 (1 Wo.)DE | AT47 (1 Wo.)AT | CH2 Gold · (21 Wo.)CH | — | — | CA1 ×3Dreifachplatin · (10 Wo.)CA | FR1 Diamant · (129 Wo.)FR | Erstveröffentlichung: 2. November 2012 Verkäufe: + 795.000                      |
| 2013 | Loved Me Back to Life Epic Records / Columbia Records (Sony)  | DE9 (6 Wo.)DE | AT4 (7 Wo.)AT | CH3 Gold · (18 Wo.)CH | UK3 Platin · (21 Wo.)UK | US2 (15 Wo.)US | CA1 ×4Vierfachplatin · (11 Wo.)CA | FR3 ×2Doppelplatin · (39 Wo.)FR | Erstveröffentlichung: 1. November 2013 Verkäufe: + 873.000                      |
| 2016 | Encore un soir Epic Records / Columbia Records (Sony)         | DE16 (4 Wo.)DE | AT15 (3 Wo.)AT | CH1 Platin · (40 Wo.)CH | UK88 (1 Wo.)UK | — | CA1 ×2Doppelplatin · (18 Wo.)CA | FR1 Diamant · (98 Wo.)FR | Erstveröffentlichung: 26. August 2016 Verkäufe: + 710.000                       |
| 2019 | Courage Epic Records / Columbia Records (Sony)                | DE4 (7 Wo.)DE | AT4 (4 Wo.)AT | CH1 (16 Wo.)CH | UK2 Silber · (8 Wo.)UK | US1 (4 Wo.)US | CA1 Platin · (… Wo.)CA | FR2 Gold · (26 Wo.)FR | Erstveröffentlichung: 15. November 2019 Verkäufe: + 253.000                     |

grau schraffiert: keine Chartdaten aus diesem Jahr verfügbar

### Livealben
| Jahr | Titel Musiklabel                                                              | Höchstplatzierung, Gesamtwochen, AuszeichnungChartplatzierungen (Jahr, Titel, Musiklabel, Platzierungen, Wochen, Auszeichnungen, Anmerkungen) | Höchstplatzierung, Gesamtwochen, AuszeichnungChartplatzierungen (Jahr, Titel, Musiklabel, Platzierungen, Wochen, Auszeichnungen, Anmerkungen) | Höchstplatzierung, Gesamtwochen, AuszeichnungChartplatzierungen (Jahr, Titel, Musiklabel, Platzierungen, Wochen, Auszeichnungen, Anmerkungen) | Höchstplatzierung, Gesamtwochen, AuszeichnungChartplatzierungen (Jahr, Titel, Musiklabel, Platzierungen, Wochen, Auszeichnungen, Anmerkungen) | Höchstplatzierung, Gesamtwochen, AuszeichnungChartplatzierungen (Jahr, Titel, Musiklabel, Platzierungen, Wochen, Auszeichnungen, Anmerkungen) | Höchstplatzierung, Gesamtwochen, AuszeichnungChartplatzierungen (Jahr, Titel, Musiklabel, Platzierungen, Wochen, Auszeichnungen, Anmerkungen) | Höchstplatzierung, Gesamtwochen, AuszeichnungChartplatzierungen (Jahr, Titel, Musiklabel, Platzierungen, Wochen, Auszeichnungen, Anmerkungen) | Anmerkungen                                                   |
| Jahr | Titel Musiklabel                                                              | DE | AT | CH | UK | US | CA | FR | Anmerkungen                                                   |
| ---- | ----------------------------------------------------------------------------- | --- | --- | --- | --- | --- | --- | --- | ------------------------------------------------------------- |
| 1985 | En concert TBS (Trans-Canada Disques)                                         | — | — | — | — | — | — | — | Erstveröffentlichung: Dezember 1985                           |
| 1994 | À l’Olympia Epic Records / Columbia Records (Sony)                            | — | — | — | — | — | CA52 Platin · (… Wo.)CA | FR10 ×2Doppelgold · (40 Wo.)FR | Erstveröffentlichung: 14. November 1994 Verkäufe: + 1.100.000 |
| 1996 | Live à Paris Epic Records / Columbia Records (Sony)                           | DE63 (9 Wo.)DE | AT24 (16 Wo.)AT | CH1 Platin · (21 Wo.)CH | UK53 (2 Wo.)UK | — | CA13 ×2Doppelplatin · (1 Wo.)CA | FR1 ×2Doppelplatin · (38 Wo.)FR | Erstveröffentlichung: 29. Oktober 1996 Verkäufe: + 2.207.500  |
| 1999 | Au cœur du stade Epic Records / Columbia Records (Sony)                       | DE37 (5 Wo.)DE | AT18 (5 Wo.)AT | CH1 Platin · (17 Wo.)CH | — | — | CA— GoldCA | FR1 Diamant · (29 Wo.)FR | Erstveröffentlichung: 27. August 1999 Verkäufe: + 750.000     |
| 2004 | A New Day… Live in Las Vegas Epic Records / Columbia Records (Sony)           | DE20 (6 Wo.)DE | AT21 (10 Wo.)AT | CH56 (2 Wo.)CH | UK22 Silber · (5 Wo.)UK | US10 Gold · (18 Wo.)US | CA2 (2 Wo.)CA | FR9 (14 Wo.)FR | Erstveröffentlichung: 15. Juni 2004 Verkäufe: + 560.000       |
| 2010 | Taking Chances World Tour: The Concert Epic Records / Columbia Records (Sony) | — | — | — | UK11 Gold · (4 Wo.)UK | — | — | — | Erstveröffentlichung: 3. Mai 2010 Verkäufe: + 100.000         |
| 2014 | Céline une seule fois / Live 2013 Epic Records / Columbia Records (Sony)      | DE56 (1 Wo.)DE | AT74 (1 Wo.)AT | CH11 (4 Wo.)CH | — | — | CA10 (4 Wo.)CA | FR2 Gold · (25 Wo.)FR | Erstveröffentlichung: 16. Mai 2014 Verkäufe: + 50.000         |

### Kompilationen
Von Céline Dion existieren eine Vielzahl länderspezifische Kompilationen. Aus Gründen der Übersichtlichkeit wurde die Auswahl hier beschränkt auf weltweit, oder in der Heimat Kanada veröffentlichte Produkte, bzw. Kompilationen, die belegte Verkaufszahlen vorweisen können.
| Jahr | Titel Musiklabel                                                                                    | Höchstplatzierung, Gesamtwochen, AuszeichnungChartplatzierungen (Jahr, Titel, Musiklabel, Platzierungen, Wochen, Auszeichnungen, Anmerkungen) | Höchstplatzierung, Gesamtwochen, AuszeichnungChartplatzierungen (Jahr, Titel, Musiklabel, Platzierungen, Wochen, Auszeichnungen, Anmerkungen) | Höchstplatzierung, Gesamtwochen, AuszeichnungChartplatzierungen (Jahr, Titel, Musiklabel, Platzierungen, Wochen, Auszeichnungen, Anmerkungen) | Höchstplatzierung, Gesamtwochen, AuszeichnungChartplatzierungen (Jahr, Titel, Musiklabel, Platzierungen, Wochen, Auszeichnungen, Anmerkungen) | Höchstplatzierung, Gesamtwochen, AuszeichnungChartplatzierungen (Jahr, Titel, Musiklabel, Platzierungen, Wochen, Auszeichnungen, Anmerkungen) | Höchstplatzierung, Gesamtwochen, AuszeichnungChartplatzierungen (Jahr, Titel, Musiklabel, Platzierungen, Wochen, Auszeichnungen, Anmerkungen) | Höchstplatzierung, Gesamtwochen, AuszeichnungChartplatzierungen (Jahr, Titel, Musiklabel, Platzierungen, Wochen, Auszeichnungen, Anmerkungen) | Anmerkungen |
| Jahr | Titel Musiklabel                                                                                    | DE | AT | CH | UK | US | CA | FR | Anmerkungen |
| ---- | --------------------------------------------------------------------------------------------------- | --- | --- | --- | --- | --- | --- | --- | --- |
| 1983 | Du soleil au cœur Pathé (EMI)                                                                       | — | — | — | — | — | — | — | Erstveröffentlichung: April 1983                                                                                            |
| 1984 | Les plus grands succès de Céline Dion TBS (Trans-Canada Disques)                                    | — | — | — | — | — | — | — | Erstveröffentlichung: 17. September 1984                                                                                    |
| 1984 | Les oiseaux du bonheur Pathé (EMI)                                                                  | — | — | — | — | — | — | — | Erstveröffentlichung: 1984                                                                                                  |
| 1986 | Les chansons en or TBS (Trans-Canada Disques)                                                       | — | — | — | — | — | — | — | Erstveröffentlichung: 22. April 1984                                                                                        |
| 1988 | The Best of Carrere (EMI)                                                                           | — | — | — | — | — | — | — | Erstveröffentlichung: April 1983                                                                                            |
| 1993 | Les premières années Versailles (Sony)                                                              | — | — | — | — | — | — | FR— GoldFR | Erstveröffentlichung: 1993 Verkäufe: + 100.000                                                                              |
| 1995 | Gold Vol. 1 auch bekannt als: D’amour ou d’amitié (Les Premières Chansons Vol. 1) Versailles (Sony) | — | — | — | — | — | — | FR— ×2Gold + Doppelgold (Les Premières Chansons)FR                                                                                            | Erstveröffentlichung: 1995 Verkäufe: + 300.000                                                                              |
| 1995 | Gold Vol. 2 Versailles (Sony)                                                                       | — | — | — | — | — | — | FR— GoldFR | Erstveröffentlichung: 1995 Verkäufe: + 100.000                                                                              |
| 1997 | Les premières années – The Very Best of the Early Years Columbia Records (Sony)                     | — | — | — | — | — | — | — | Erstveröffentlichung: 1997                                                                                                  |
| 1999 | All the Way… A Decade of Song Epic Records / Columbia Records (Sony)                                | DE1 ×7Siebenfachgold · (27 Wo.)DE | AT1 Platin · (17 Wo.)AT | CH1 ×3Dreifachplatin · (27 Wo.)CH | UK1 ×4Vierfachplatin · (75 Wo.)UK | US1 ×7Siebenfachplatin · (89 Wo.)US | CA1 Diamant · (15 Wo.)CA | FR— ×2DoppelplatinFR | Erstveröffentlichung: 26. Oktober 1999 Verkäufe: + 17.000.000                                                               |
| 2000 | The Collector’s Series Vol. 1 Epic Records / Columbia Records (Sony)                                | DE28 Gold · (12 Wo.)DE | AT16 (12 Wo.)AT | CH12 Gold · (15 Wo.)CH | UK30 Silber · (3 Wo.)UK | US28 Gold · (17 Wo.)US | CA4 (3 Wo.)CA | — | Erstveröffentlichung: 23. Oktober 2000 Verkäufe: + 1.075.238                                                                |
| 2005 | On ne change pas Epic Records / Columbia Records (Sony BMG)                                         | DE72 (1 Wo.)DE | — | CH2 Gold · (30 Wo.)CH | — | — | CA2 ×3Dreifachplatin · (5 Wo.)CA | FR18 ×3Dreifachplatin · (94 Wo.)FR | Erstveröffentlichung: 3. Oktober 2005 Verkäufe: + 970.000; 2CD-Kompilation, 2009 erweiterte Wiederöffentlichung als 3CD-Set |
| 2008 | Complete Best Epic Records (Sony BMG)                                                               | — | — | — | — | — | — | — | Erstveröffentlichung: 27. Februar 2008 Verkäufe: + 100.000; nur in Japan veröffentlicht                                     |
| 2008 | My Love: Essential Collection Epic Records / Columbia Records (Sony BMG)                            | DE24 Gold · (9 Wo.)DE | AT37 (6 Wo.)AT | CH9 (15 Wo.)CH | UK5 ×4Vierfachplatin · (152 Wo.)UK | US8 Gold · (25 Wo.)US | CA2 ×2Doppelplatin · (14 Wo.)CA | FR67 (14 Wo.)FR | Erstveröffentlichung: 28. Oktober 2008 Verkäufe: + 1.884.027                                                                |
| 2011 | The Essential Legacy Records / Columbia Records (Sony)                                              | — | — | — | UK— SilberUK | — | — | FR117 (4 Wo.)FR | Erstveröffentlichung: 18. Juli 2011 Verkäufe: + 105.000                                                                     |
| 2017 | Un peu de nous Columbia Records (Sony)                                                              | — | — | — | — | — | — | FR1 Gold · (25 Wo.)FR | Erstveröffentlichung: 21. Juli 2017 Verkäufe: + 50.000                                                                      |
| 2018 | The Best So Far Columbia Records (Sony)                                                             | — | — | — | — | — | — | — | Erstveröffentlichung: 6. Juli 2018 Verkäufe: + 7.500                                                                        |

grau schraffiert: keine Chartdaten aus diesem Jahr verfügbar

### Soundtracks
| Jahr | Titel Musiklabel                                           | Höchstplatzierung, Gesamtwochen, AuszeichnungChartplatzierungen (Jahr, Titel, Musiklabel, Platzierungen, Wochen, Auszeichnungen, Anmerkungen) | Höchstplatzierung, Gesamtwochen, AuszeichnungChartplatzierungen (Jahr, Titel, Musiklabel, Platzierungen, Wochen, Auszeichnungen, Anmerkungen) | Höchstplatzierung, Gesamtwochen, AuszeichnungChartplatzierungen (Jahr, Titel, Musiklabel, Platzierungen, Wochen, Auszeichnungen, Anmerkungen) | Höchstplatzierung, Gesamtwochen, AuszeichnungChartplatzierungen (Jahr, Titel, Musiklabel, Platzierungen, Wochen, Auszeichnungen, Anmerkungen) | Höchstplatzierung, Gesamtwochen, AuszeichnungChartplatzierungen (Jahr, Titel, Musiklabel, Platzierungen, Wochen, Auszeichnungen, Anmerkungen) | Höchstplatzierung, Gesamtwochen, AuszeichnungChartplatzierungen (Jahr, Titel, Musiklabel, Platzierungen, Wochen, Auszeichnungen, Anmerkungen) | Höchstplatzierung, Gesamtwochen, AuszeichnungChartplatzierungen (Jahr, Titel, Musiklabel, Platzierungen, Wochen, Auszeichnungen, Anmerkungen) | Anmerkungen                         |
| Jahr | Titel Musiklabel                                           | DE | AT | CH | UK | US | CA | FR | Anmerkungen                         |
| ---- | ---------------------------------------------------------- | --- | --- | --- | --- | --- | --- | --- | ----------------------------------- |
| 2023 | Love Again Columbia Records (Sony)                         | — | — | — | — | — | — | FR43 (1 Wo.)FR | Erstveröffentlichung: 12. Mai 2023  |
| 2024 | I Am: Céline Dion Legacy Records / Columbia Records (Sony) | — | — | CH81 (3 Wo.)CH | — | — | — | FR25 (33 Wo.)FR | Erstveröffentlichung: 21. Juni 2024 |

### Weihnachtsalben
| Jahr | Titel Musiklabel | Höchstplatzierung, Gesamtwochen, AuszeichnungChartplatzierungen (Jahr, Titel, Musiklabel, Platzierungen, Wochen, Auszeichnungen, Anmerkungen) | Höchstplatzierung, Gesamtwochen, AuszeichnungChartplatzierungen (Jahr, Titel, Musiklabel, Platzierungen, Wochen, Auszeichnungen, Anmerkungen) | Höchstplatzierung, Gesamtwochen, AuszeichnungChartplatzierungen (Jahr, Titel, Musiklabel, Platzierungen, Wochen, Auszeichnungen, Anmerkungen) | Höchstplatzierung, Gesamtwochen, AuszeichnungChartplatzierungen (Jahr, Titel, Musiklabel, Platzierungen, Wochen, Auszeichnungen, Anmerkungen) | Höchstplatzierung, Gesamtwochen, AuszeichnungChartplatzierungen (Jahr, Titel, Musiklabel, Platzierungen, Wochen, Auszeichnungen, Anmerkungen) | Höchstplatzierung, Gesamtwochen, AuszeichnungChartplatzierungen (Jahr, Titel, Musiklabel, Platzierungen, Wochen, Auszeichnungen, Anmerkungen) | Höchstplatzierung, Gesamtwochen, AuszeichnungChartplatzierungen (Jahr, Titel, Musiklabel, Platzierungen, Wochen, Auszeichnungen, Anmerkungen) | Anmerkungen                                                   |
| Jahr | Titel Musiklabel | DE | AT | CH | UK | US | CA | FR | Anmerkungen                                                   |
| ---- | --- | --- | --- | --- | --- | --- | --- | --- | ------------------------------------------------------------- |
| 1981 | Chante Noël Super Étoiles (Trans-Canada Disques)                                                                     | — | — | — | — | — | — | — | Erstveröffentlichung: 1. Dezember 1981                        |
| 1983 | Chants et contes de Noël Saisons (Trans-Canada Disques)                                                              | — | — | — | — | — | — | — | Erstveröffentlichung: 6. Dezember 1983                        |
| 1998 | These Are Special Times auch bekannt als: Ihre schönsten Weihnachtslieder Epic Records / Columbia Records (Sony BMG) | DE3 Gold · (13 Wo.)DE | AT2 Platin · (13 Wo.)AT | CH1 ×2Doppelplatin · (21 Wo.)CH | UK20 Platin · (10 Wo.)UK | US2 ×6Sechsfachplatin · (81 Wo.)US | CA1 Diamant · (50 Wo.)CA | FR23 (8 Wo.)FR | Erstveröffentlichung: 31. Oktober 1998 Verkäufe: + 12.000.000 |

grau schraffiert: keine Chartdaten aus diesem Jahr verfügbar

## Singles

### Als Leadmusikerin
| Jahr | Titel Album                                                        | Höchstplatzierung, Gesamtwochen, AuszeichnungChartplatzierungen (Jahr, Titel, Album, Platzierungen, Wochen, Auszeichnungen, Anmerkungen) | Höchstplatzierung, Gesamtwochen, AuszeichnungChartplatzierungen (Jahr, Titel, Album, Platzierungen, Wochen, Auszeichnungen, Anmerkungen) | Höchstplatzierung, Gesamtwochen, AuszeichnungChartplatzierungen (Jahr, Titel, Album, Platzierungen, Wochen, Auszeichnungen, Anmerkungen) | Höchstplatzierung, Gesamtwochen, AuszeichnungChartplatzierungen (Jahr, Titel, Album, Platzierungen, Wochen, Auszeichnungen, Anmerkungen) | Höchstplatzierung, Gesamtwochen, AuszeichnungChartplatzierungen (Jahr, Titel, Album, Platzierungen, Wochen, Auszeichnungen, Anmerkungen) | Höchstplatzierung, Gesamtwochen, AuszeichnungChartplatzierungen (Jahr, Titel, Album, Platzierungen, Wochen, Auszeichnungen, Anmerkungen) | Höchstplatzierung, Gesamtwochen, AuszeichnungChartplatzierungen (Jahr, Titel, Album, Platzierungen, Wochen, Auszeichnungen, Anmerkungen) | Anmerkungen |
| Jahr | Titel Album                                                        | DE | AT | CH | UK | US | CA | FR | Anmerkungen |
| --- | ------------------------------------------------------------------ | --- | --- | --- | --- | --- | --- | --- | --- |
| 1981 | Ce n’était qu’un rêve La voix du bon Dieu                          | — | — | — | — | — | — | — | Erstveröffentlichung: 11. Juni 1981                                                                                            |
| 1981 | La voix du bon Dieu                                                | — | — | — | — | — | — | — | Erstveröffentlichung: 11. Juni 1981                                                                                            |
| 1982 | L’amour viendra La voix du bon Dieu                                | — | — | — | — | — | — | — | Erstveröffentlichung: 1982 |
| 1982 | D’amour ou d’amitié Tellement j’ai d’amour…                        | — | — | — | — | — | CA— GoldCA | FR115 Gold · (1 Wo.)FR | Erstveröffentlichung: 1982 Verkäufe: 550.000; Charteinstieg: 2016                                                              |
| 1982 | Tellement j’ai d’amour pour toi Tellement j’ai d’amour…            | — | — | — | — | — | — | — | Erstveröffentlichung: 13. Dezember 1982                                                                                        |
| 1983 | Mon ami m’a quittée Les chemins de ma maison                       | — | — | — | — | — | — | — | Erstveröffentlichung: April 1983                                                                                               |
| 1983 | Un enfant Chante Noël                                              | — | — | — | — | — | — | — | Erstveröffentlichung: 1983 |
| 1984 | Ne me plaignez pas Les chemins de ma maison                        | — | — | — | — | — | — | — | Erstveröffentlichung: 1984 |
| 1984 | Une Colombe Mélanie                                                | — | — | — | — | — | — | — | Erstveröffentlichung: 1984 Verkäufe: + 50.000                                                                                  |
| 1984 | Mon rêve de toujours Mélanie                                       | — | — | — | — | — | — | — | Erstveröffentlichung: 1984 |
| 1985 | Un amour pour moi Mélanie                                          | — | — | — | — | — | — | — | Erstveröffentlichung: 1985 |
| 1985 | C’est pour toi                                                     | — | — | — | — | — | — | — | Erstveröffentlichung: 1985 |
| 1985 | C’est pour vivre C’est pour toi                                    | — | — | — | — | — | — | — | Erstveröffentlichung: 1985 |
| 1985 | Dans la main d’un magicien Opération beurre de pinottes O.S.T.     | — | — | — | — | — | — | — | Erstveröffentlichung: 1985 |
| 1985 | La ballade de Michel Opération beurre de pinottes O.S.T.           | — | — | — | — | — | — | — | Erstveröffentlichung: 1985 |
| 1986 | Billy –                                                            | — | — | — | — | — | — | — | Erstveröffentlichung: 1986 |
| 1986 | L’univers a besoin d’amour –                                       | — | — | — | — | — | — | — | Erstveröffentlichung: 1986 |
| 1986 | Fais ce que tu voudras –                                           | — | — | — | — | — | — | — | Erstveröffentlichung: 1986 |
| 1987 | On traverse un miroir Incognito                                    | — | — | — | — | — | — | — | Erstveröffentlichung: 1987 |
| 1987 | Incognito                                                          | — | — | — | — | — | — | — | Erstveröffentlichung: 1987 |
| 1987 | Je ne veux pas –                                                   | — | — | — | — | — | — | — | Erstveröffentlichung: 1987 |
| 1987 | Lolita (trop jeune pour aimer) Incognito                           | — | — | — | — | — | — | — | Erstveröffentlichung: 1987 |
| 1987 | La religieuse –                                                    | — | — | — | — | — | — | — | Erstveröffentlichung: Dezember 1987                                                                                            |
| 1988 | Comme un cœur froid Incognito                                      | — | — | — | — | — | — | — | Erstveröffentlichung: Februar 1988                                                                                             |
| 1988 | Ne partez pas sans moi Incognito                                   | — | — | CH11 (4 Wo.)CH | — | — | — | FR36 (8 Wo.)FR | Erstveröffentlichung: 6. Mai 1988                                                                                              |
| 1988 | Délivre-moi Incognito                                              | — | — | — | — | — | — | — | Erstveröffentlichung: 1988 |
| 1988 | Jours de fièvre Incognito                                          | — | — | — | — | — | — | — | Erstveröffentlichung: 1988 |
| 1988 | D’abord, c’est quoi l’amour Incognito                              | — | — | — | — | — | — | — | Erstveröffentlichung: 1988 |
| 1990 | (If There Was) Any Other Way Unison                                | — | — | — | — | US35 (12 Wo.)US | CA23 (15 Wo.)CA | — | Erstveröffentlichung: 24. März 1990                                                                                            |
| 1990 | Unison                                                             | — | — | — | — | — | CA45 (12 Wo.)CA | — | Erstveröffentlichung: 9. Juli 1990                                                                                             |
| 1990 | Where Does My Heart Beat Now? Unison                               | — | — | — | UK72 (4 Wo.)UK | US4 (24 Wo.)US | CA22 (20 Wo.)CA | FR20 (14 Wo.)FR | Erstveröffentlichung: 6. Oktober 1990                                                                                          |
| 1991 | The Last to Know Unison                                            | — | — | — | — | — | CA16 (16 Wo.)CA | — | Erstveröffentlichung: 16. März 1991                                                                                            |
| 1991 | Have a Heart Unison                                                | — | — | — | — | — | CA26 (16 Wo.)CA | — | Erstveröffentlichung: 6. Juli 1991                                                                                             |
| 1991 | Beauty and the Beast Céline Dion                                   | — | — | — | UK9 Silber · (7 Wo.)UK | US9 Gold · (20 Wo.)US | CA23 (… Wo.)CA | — | Erstveröffentlichung: 16. November 1991 Verkäufe: 815.000; feat. Peabo Brysan                                                  |
| 1991 | L’amour existe encore Dion chante Plamondon                        | — | — | — | — | — | — | FR31 (16 Wo.)FR | Erstveröffentlichung: November 1991                                                                                            |
| 1991 | Je danse dans ma tête Dion chante Plamondon                        | — | — | — | — | — | — | — | Erstveröffentlichung: 1991 |
| 1992 | If You Asked Me To Céline Dion                                     | — | — | — | UK57 (5 Wo.)UK | US4 (25 Wo.)US | CA1 (… Wo.)CA | — | Erstveröffentlichung: 6. April 1992                                                                                            |
| 1992 | Nothing Broken but My Heart Céline Dion                            | — | — | — | — | US29 (20 Wo.)US | CA3 (… Wo.)CA | — | Erstveröffentlichung: 13. Juli 1992                                                                                            |
| 1992 | Love Can Move Mountains Céline Dion                                | DE61 (6 Wo.)DE | — | — | UK46 (2 Wo.)UK | US36 (17 Wo.)US | CA2 (… Wo.)CA | — | Erstveröffentlichung: 11. Oktober 1992                                                                                         |
| 1993 | Water from the Moon Céline Dion                                    | — | — | — | — | — | CA7 (… Wo.)CA | — | Erstveröffentlichung: 1. März 1993                                                                                             |
| 1993 | Ziggy (Un garçon pas comme les autres) Dion chante Plamondon       | — | — | — | — | — | — | FR2 Gold · (36 Wo.)FR | Erstveröffentlichung: 14. Juni 1993 Verkäufe: 250.000                                                                          |
| 1993 | Did You Give Enough Love Céline Dion                               | — | — | — | — | — | CA17 (… Wo.)CA | — | Erstveröffentlichung: 17. Juni 1993                                                                                            |
| 1993 | When I Fall in Love The Colour of My Love                          | — | — | — | — | US23 (… Wo.)US | CA21 (… Wo.)CA | — | Erstveröffentlichung: 28. Juni 1993 feat. Clive Griffin                                                                        |
| 1993 | The Power of Love The Colour of My Love                            | DE57 (9 Wo.)DE | — | — | UK4 Gold · (10 Wo.)UK | US1 Platin · (33 Wo.)US | CA1 ×2Doppelplatin · (… Wo.)CA | FR3 Silber · (25 Wo.)FR | Erstveröffentlichung: 1. November 1993 Verkäufe: 1.905.000                                                                     |
| 1994 | L’amour existe encore Dion chante Plamondon                        | — | — | — | — | — | — | — | Erstveröffentlichung: 24. Januar 1994                                                                                          |
| 1994 | Misled The Colour of My Love                                       | DE83 (3 Wo.)DE | — | — | UK15 (9 Wo.)UK | US23 (19 Wo.)US | CA4 (… Wo.)CA | — | Erstveröffentlichung: 28. März 1994                                                                                            |
| 1994 | Think Twice The Colour of My Love                                  | DE19 (33 Wo.)DE | — | CH6 (29 Wo.)CH | UK1 Platin · (31 Wo.)UK | US95 (5 Wo.)US | CA13 (… Wo.)CA | — | Erstveröffentlichung: 18. Juli 1994 Verkäufe: + 2.070.000                                                                      |
| 1994 | Only One Road The Colour of My Love                                | — | — | — | UK8 (9 Wo.)UK | US93 (3 Wo.)US | CA15 (… Wo.)CA | — | Erstveröffentlichung: 31. Oktober 1994                                                                                         |
| 1994 | Calling You À l’Olympia                                            | — | — | — | — | — | — | — | Erstveröffentlichung: 1994 |
| 1995 | Pour que tu m’aimes encore D’eux                                   | DE39 a (3 Wo.)DE | AT47 a (2 Wo.)AT | CH17 (30 Wo.)CH | UK7 Silber · (9 Wo.)UK | — | CA— PlatinCA | FR1 Platin · (69 Wo.)FR | Erstveröffentlichung: 10. März 1995 Verkäufe: + 830.000                                                                        |
| 1995 | Je sais pas D’eux                                                  | — | — | — | — | — | — | FR1 Silber · (22 Wo.)FR | Erstveröffentlichung: 2. Oktober 1995 Verkäufe: + 150.000                                                                      |
| 1995 | Next Plane Out The Colour of My Love                               | — | — | — | — | — | — | — | Erstveröffentlichung: 15. Oktober 1995                                                                                         |
| 1995 | To Love You More The Colour of My Love                             | — | — | — | — | — | CA9 (… Wo.)CA | — | Erstveröffentlichung: 21. Oktober 1995 Verkäufe: + 1.100.000                                                                   |
| 1995 | (You Make Me Feel Like) A Natural Woman Falling into You           | — | — | — | — | — | CA47 (… Wo.)CA | — | Erstveröffentlichung: 23. Oktober 1995                                                                                         |
| 1996 | Falling into You                                                   | DE71 (7 Wo.)DE | AT28 (5 Wo.)AT | CH19 (19 Wo.)CH | UK10 Silber · (11 Wo.)UK | — | — | FR11 (15 Wo.)FR | Erstveröffentlichung: 19. Februar 1996 Verkäufe: + 200.000                                                                     |
| 1996 | Because You Loved Me Falling into You                              | DE13 Gold · (37 Wo.)DE | AT18 (12 Wo.)AT | CH3 (35 Wo.)CH | UK5 Platin · (16 Wo.)UK | US1 ×2Doppelplatin · (33 Wo.)US | CA2 ×3Dreifachplatin · (… Wo.)CA | FR19 (14 Wo.)FR | Erstveröffentlichung: 19. Februar 1996 Verkäufe: + 3.315.000                                                                   |
| 1996 | J’irai où tu iras D’eux                                            | — | — | — | — | — | — | FR39 (104 Wo.)FR | Erstveröffentlichung: 6. Mai 1996 mit Jean-Jacques Goldman Höchstplatzierung FR: 2024                                          |
| 1996 | It’s All Coming Back to Me Now Falling into You                    | DE62 (9 Wo.)DE | — | — | UK3 ×2Doppelplatin · (14 Wo.)UK | US2 ×2Doppelplatin · (30 Wo.)US | CA1 ×3Dreifachplatin · (… Wo.)CA | FR13 (11 Wo.)FR | Erstveröffentlichung: 29. Juli 1996 Verkäufe: + 3.530.000                                                                      |
| 1996 | The Power of the Dream –                                           | — | — | — | — | — | — | — | Erstveröffentlichung: 21. August 1996 Verkäufe: + 50.000; nur in Japan veröffentlicht, B-Seite: It’s All Coming Back to Me Now |
| 1996 | All by Myself Falling into You                                     | DE55 (9 Wo.)DE | AT27 (9 Wo.)AT | CH36 (3 Wo.)CH | UK6 Gold · (15 Wo.)UK | US4 Gold · (20 Wo.)US | CA7 (… Wo.)CA | FR5 Silber · (17 Wo.)FR | Erstveröffentlichung: 7. Oktober 1996 Verkäufe: + 1.105.000                                                                    |
| 1997 | Call the Man Falling into You                                      | — | — | — | UK11 (6 Wo.)UK | — | — | — | Erstveröffentlichung: 16. Juni 1997                                                                                            |
| 1997 | J’attendais Live à Paris                                           | — | — | — | — | — | — | FR46 (3 Wo.)FR | Erstveröffentlichung: 30. Juni 1997                                                                                            |
| 1997 | Tell Him Let’s Talk About Love                                     | DE25 (14 Wo.)DE | AT23 (12 Wo.)AT | CH4 Gold · (20 Wo.)CH | UK3 Gold · (17 Wo.)UK | — | CA47 Gold · (22 Wo.)CA | FR4 Gold · (18 Wo.)FR | Erstveröffentlichung: 31. Oktober 1997 Verkäufe: + 920.000; feat. Barbra Streisand                                             |
| 1997 | Be the Man Let’s Talk About Love                                   | — | — | — | — | — | — | — | Erstveröffentlichung: 13. November 1997 Verkäufe: + 250.000; nur in Japan veröffentlicht                                       |
| 1997 | My Heart Will Go On Let’s Talk About Love                          | DE1 ×4Vierfachplatin · (39 Wo.)DE | AT1 Gold · (25 Wo.)AT | CH1 ×2Doppelplatin · (49 Wo.)CH | UK1 ×3Dreifachplatin · (22 Wo.)UK | US1 ×4Vierfachplatin · (20 Wo.)US | CA1 ×4Vierfachplatin · (43 Wo.)CA | FR1 Diamant · (43 Wo.)FR | Erstveröffentlichung: 5. Dezember 1997 Verkäufe: + 15.000.000                                                                  |
| 1997 | The Reason Let’s Talk About Love                                   | — | — | — | UK11 (8 Wo.)UK | — | — | — | Erstveröffentlichung: 8. Dezember 1997                                                                                         |
| 1998 | Immortality Let’s Talk About Love                                  | DE2 Platin · (34 Wo.)DE | AT2 (16 Wo.)AT | CH8 (30 Wo.)CH | UK5 Gold · (18 Wo.)UK | — | CA28 Gold · (22 Wo.)CA | FR15 Silber · (19 Wo.)FR | Erstveröffentlichung: 5. Juni 1998 Verkäufe: + 1.105.000; feat. Bee Gees                                                       |
| 1998 | Zora sourit S’il suffisait d’aimer                                 | — | — | CH25 (8 Wo.)CH | — | — | — | FR20 Silber · (12 Wo.)FR | Erstveröffentlichung: 7. September 1998 Verkäufe: + 150.000                                                                    |
| 1998 | S’il suffisait d’aimer                                             | — | — | — | — | — | CA— GoldCA | FR4 Gold · (23 Wo.)FR | Erstveröffentlichung: 7. September 1998 Verkäufe: + 315.000                                                                    |
| 1998 | I’m Your Angel These Are Special Times                             | DE14 (14 Wo.)DE | AT13 (12 Wo.)AT | CH7 (15 Wo.)CH | UK3 Silber · (15 Wo.)UK | US1 Platin · (23 Wo.)US | CA11 (… Wo.)CA | FR97 (2 Wo.)FR | Erstveröffentlichung: 21. September 1998 Verkäufe: + 1.235.000; mit R. Kelly                                                   |
| 1999 | Treat Her Like a Lady Let’s Talk About Love                        | DE64 (9 Wo.)DE | AT16 (9 Wo.)AT | — | UK29 (7 Wo.)UK | — | — | — | Erstveröffentlichung: 22. März 1999                                                                                            |
| 1999 | That’s the Way It Is All the Way … A Decade of Song                | DE8 Gold · (16 Wo.)DE | AT8 (5 Wo.)AT | CH5 (23 Wo.)CH | UK12 Gold · (13 Wo.)UK | US6 (28 Wo.)US | CA5 (30 Wo.)CA | FR6 Silber · (15 Wo.)FR | Erstveröffentlichung: 1. November 1999 Verkäufe: + 880.000                                                                     |
| 2000 | Live (For the One I Love) All the Way … A Decade of Song           | — | — | CH82 (2 Wo.)CH | — | — | — | FR63 (8 Wo.)FR | Erstveröffentlichung: 14. Februar 2000                                                                                         |
| 2000 | The First Time Ever I Saw Your Face All the Way … A Decade of Song | — | — | — | UK19 (8 Wo.)UK | — | — | — | Erstveröffentlichung: 7. März 2000                                                                                             |
| 2000 | I Want You to Need Me All the Way … A Decade of Song               | — | — | CH40 (6 Wo.)CH | — | — | — | — | Erstveröffentlichung: 3. Juli 2000                                                                                             |
| 2001 | Sous le vent Seul                                                  | — | — | CH2 Platin · (37 Wo.)CH | — | — | CA14 (… Wo.)CA | FR1 Diamant · (17 Wo.)FR | Erstveröffentlichung: 29. Oktober 2001 Verkäufe: + 840.000; feat. Garou                                                        |
| 2002 | A New Day Has Come                                                 | DE6 (14 Wo.)DE | AT9 (15 Wo.)AT | CH2 (29 Wo.)CH | UK7 Silber · (12 Wo.)UK | US22 Gold (Videosingle) · (20 Wo.)US | CA2 Platin · (… Wo.)CA | FR23 (16 Wo.)FR | Erstveröffentlichung: 11. März 2002 Verkäufe: + 350.000                                                                        |
| 2002 | I’m Alive A New Day Has Come                                       | DE4 Gold · (19 Wo.)DE | AT5 (22 Wo.)AT | CH7 (26 Wo.)CH | UK17 Platin · (6 Wo.)UK | — | CA21 ×2Doppelplatin · (… Wo.)CA | FR7 Gold · (29 Wo.)FR | Erstveröffentlichung: 12. August 2002 Verkäufe: + 1.370.000; bekannt auch aus dem Film Stuart Little 2                         |
| 2002 | Goodbye’s (The Saddest Word) A New Day Has Come                    | DE56 (9 Wo.)DE | AT41 (10 Wo.)AT | CH35 (12 Wo.)CH | UK38 (2 Wo.)UK | — | — | — | Erstveröffentlichung: 18. November 2002                                                                                        |
| 2003 | I Drove All Night One Heart                                        | DE22 (9 Wo.)DE | AT17 (13 Wo.)AT | CH11 (13 Wo.)CH | UK— SilberUK | US45 (13 Wo.)US | CA1 Platin · (… Wo.)CA | FR22 (11 Wo.)FR | Erstveröffentlichung: 3. März 2003 Verkäufe: + 340.000                                                                         |
| 2003 | One Heart                                                          | DE56 (9 Wo.)DE | AT25 (14 Wo.)AT | CH36 (8 Wo.)CH | UK27 (2 Wo.)UK | — | — | FR63 (12 Wo.)FR | Erstveröffentlichung: 10. Juni 2003                                                                                            |
| 2003 | Tout l’or des hommes 1 fille & 4 types                             | DE77 (1 Wo.)DE | — | CH10 (15 Wo.)CH | — | — | CA2 (… Wo.)CA | FR3 Silber · (11 Wo.)FR | Erstveröffentlichung: 6. Oktober 2003 Verkäufe: + 125.000                                                                      |
| 2004 | Et je t’aime encore 1 fille & 4 types                              | — | — | CH31 (8 Wo.)CH | — | — | — | FR16 (13 Wo.)FR | Erstveröffentlichung: 23. Februar 2004                                                                                         |
| 2005 | Je ne vous oublie pas On ne change pas                             | — | — | CH21 (16 Wo.)CH | — | — | — | FR2 Gold · (17 Wo.)FR | Erstveröffentlichung: 7. Oktober 2005 Verkäufe: + 100.000                                                                      |
| 2006 | Tous les secrets On ne change pas                                  | — | — | CH75 (4 Wo.)CH | — | — | — | FR20 (12 Wo.)FR | Erstveröffentlichung: 15. März 2006                                                                                            |
| 2006 | I Believe in You (Je crois en toi) On ne change pas                | — | — | CH35 (9 Wo.)CH | — | — | — | FR30 (13 Wo.)FR | Erstveröffentlichung: 22. April 2006 feat. Il Divo                                                                             |
| 2007 | Et s’il n’en restait qu’une (je serais celle-là) D’elles           | — | — | CH34 (4 Wo.)CH | — | — | — | FR1 (33 Wo.)FR | Erstveröffentlichung: 13. April 2007                                                                                           |
| 2007 | Taking Chances                                                     | DE25 (9 Wo.)DE | AT12 (14 Wo.)AT | CH5 (13 Wo.)CH | UK40 (4 Wo.)UK | US54 (7 Wo.)US | CA9 Gold · (23 Wo.)CA | FR7 (28 Wo.)FR | Erstveröffentlichung: 10. September 2007 Verkäufe: + 20.000                                                                    |
| 2008 | The Prayer (live) –                                                | — | — | — | — | US70 (1 Wo.)US | CA37 (1 Wo.)CA | — | Erstveröffentlichung: 12. Februar 2008 feat. Josh Groban                                                                       |
| 2008 | Alone Taking Chances                                               | — | — | — | UK85 (2 Wo.)UK | — | CA57 Gold · (6 Wo.)CA | — | Erstveröffentlichung: 5. Mai 2008 Verkäufe: + 40.000                                                                           |
| 2008 | My Love Taking Chances                                             | — | — | — | — | — | CA67 (2 Wo.)CA | — | Erstveröffentlichung: 20. Oktober 2008                                                                                         |
| 2008 | Eyes on Me Taking Chances                                          | — | — | — | — | — | — | — | Erstveröffentlichung: 2008 Begleitgesang: Delta Goodrem                                                                        |
| 2012 | Parler à mon père Sans attendre                                    | — | — | CH25 (5 Wo.)CH | — | — | CA53 Gold · (2 Wo.)CA | FR8 (63 Wo.)FR | Erstveröffentlichung: 2. Juli 2012 Verkäufe: + 91.900                                                                          |
| 2012 | Les petits pieds de Léa Sans attendre                              | — | — | — | — | — | CA80 (1 Wo.)CA | — | Erstveröffentlichung: 2. November 2012                                                                                         |
| 2013 | Loved Me Back to Life                                              | DE38 (3 Wo.)DE | AT38 (1 Wo.)AT | CH25 (6 Wo.)CH | UK14 (7 Wo.)UK | — | CA26 Gold · (8 Wo.)CA | FR32 (16 Wo.)FR | Erstveröffentlichung: 3. September 2013 Verkäufe: + 40.000                                                                     |
| 2014 | Incredible Loved Me Back to Life                                   | — | — | — | — | — | CA44 (4 Wo.)CA | — | Erstveröffentlichung: 14. Februar 2014 feat. Ne-Yo                                                                             |
| 2016 | The Show Must Go On –                                              | — | — | — | — | — | CA89 (1 Wo.)CA | FR23 (1 Wo.)FR | Erstveröffentlichung: 20. Mai 2016 feat. Lindsey Stirling                                                                      |
| 2016 | Encore un soir                                                     | — | — | CH25 Gold · (17 Wo.)CH | — | — | CA92 Gold · (1 Wo.)CA | FR1 Diamant · (40 Wo.)FR | Erstveröffentlichung: 24. Mai 2016 Verkäufe: + 288.333                                                                         |
| 2016 | Recovering –                                                       | — | — | — | — | — | — | FR50 (1 Wo.)FR | Erstveröffentlichung: 9. September 2016                                                                                        |
| 2018 | Ashes Deadpool 2 OST                                               | — | — | CH65 (1 Wo.)CH | UK86 Silber · (2 Wo.)UK | — | CA72 Platin · (4 Wo.)CA | FR148 (1 Wo.)FR | Erstveröffentlichung: 3. Mai 2018 Verkäufe: + 305.000                                                                          |
| 2019 | Imperfections Courage                                              | — | — | — | — | — | CA69 Gold · (… Wo.)CA | — | Erstveröffentlichung: 18. September 2019 Verkäufe: + 40.000                                                                    |
| 2019 | Lying Down Courage                                                 | — | — | — | — | — | — | — | Erstveröffentlichung: 18. September 2019                                                                                       |
| 2023 | Love Again I Am: Céline Dion                                       | — | — | — | — | — | — | — | Erstveröffentlichung: 13. April 2023                                                                                           |
| 2024 | Set My Heart on Fire –                                             | — | — | — | UK39 Silber · (14 Wo.)UK | — | — | — | Erstveröffentlichung: 3. Mai 2024 mit Majestic und Jammin Kid                                                                  |
| 2024 | Hymne à l'amour (Live aux Jeux Olympiques de Paris 2024) –         | — | — | — | — | — | — | FR65 (3 Wo.)FR | Erstveröffentlichung: 10. Oktober 2024                                                                                         |
| Folgende Lieder erschienen nicht als Single, wurden aber durch das Album zum Download und Streaming bereitgestellt und konnten somit eine Platzierung erlangen: |                                                                    | | | | | | | | |
| |                                                                    | | | | | | | | |
| 2013 | Vole D’eux                                                         | — | — | — | — | — | — | FR67 (9 Wo.)FR | |
| 2016 | Ordinaire Encore un soir                                           | — | — | — | — | — | — | FR83 (1 Wo.)FR | |
| 2016 | Toutes ces choses Encore un soir                                   | — | — | — | — | — | — | FR85 (1 Wo.)FR | |
| 2016 | Si c'était à refaire Encore un soir                                | — | — | — | — | — | — | FR100 (1 Wo.)FR | |
| 2016 | Je nous veux Encore un soir                                        | — | — | — | — | — | — | FR143 (1 Wo.)FR | |
| 2016 | À la plus haute branche Encore un soir                             | — | — | — | — | — | — | FR150 (1 Wo.)FR | |
| 2016 | Ma faille Encore un soir                                           | — | — | — | — | — | — | FR155 (1 Wo.)FR | |
| 2016 | Les yeux au ciel Encore un soir                                    | — | — | — | — | — | — | FR169 (3 Wo.)FR | |
| 2016 | Ma force Encore un soir                                            | — | — | — | — | — | — | FR185 (1 Wo.)FR | |
| 2016 | L’étoile Encore un soir                                            | — | — | — | — | — | — | FR191 (1 Wo.)FR | |
| 2016 | On ne change pas                                                   | — | — | — | — | — | CA— GoldCA | FR153 (1 Wo.)FR | Verkäufe: + 40.000 |
| 2016 | Trois heures vingt Les Oiseaux du bonheur                          | — | — | — | — | — | — | FR73 (4 Wo.)FR | |
| 2018 | Happy Xmas (War Is Over) These Are Special Times                   | — | — | CH70 (3 Wo.)CH | UK— SilberUK | — | — | — | Verkäufe: + 295.000 |

grau schraffiert: keine Chartdaten aus diesem Jahr verfügbar

### Als Gastmusikerin
| Jahr | Titel Album                                            | Höchstplatzierung, Gesamtwochen, AuszeichnungChartplatzierungen (Jahr, Titel, Album, Platzierungen, Wochen, Auszeichnungen, Anmerkungen) | Höchstplatzierung, Gesamtwochen, AuszeichnungChartplatzierungen (Jahr, Titel, Album, Platzierungen, Wochen, Auszeichnungen, Anmerkungen) | Höchstplatzierung, Gesamtwochen, AuszeichnungChartplatzierungen (Jahr, Titel, Album, Platzierungen, Wochen, Auszeichnungen, Anmerkungen) | Höchstplatzierung, Gesamtwochen, AuszeichnungChartplatzierungen (Jahr, Titel, Album, Platzierungen, Wochen, Auszeichnungen, Anmerkungen) | Höchstplatzierung, Gesamtwochen, AuszeichnungChartplatzierungen (Jahr, Titel, Album, Platzierungen, Wochen, Auszeichnungen, Anmerkungen) | Höchstplatzierung, Gesamtwochen, AuszeichnungChartplatzierungen (Jahr, Titel, Album, Platzierungen, Wochen, Auszeichnungen, Anmerkungen) | Höchstplatzierung, Gesamtwochen, AuszeichnungChartplatzierungen (Jahr, Titel, Album, Platzierungen, Wochen, Auszeichnungen, Anmerkungen) | Anmerkungen                                                              |
| Jahr | Titel Album                                            | DE | AT | CH | UK | US | CA | FR | Anmerkungen                                                              |
| ---- | ------------------------------------------------------ | --- | --- | --- | --- | --- | --- | --- | ------------------------------------------------------------------------ |
| 1989 | Can’t Live with You, Can’t Live Without You Spellbound | — | — | — | — | — | CA41 (10 Wo.)CA | — | Erstveröffentlichung: 10. Juli 1989 Billy Newton-Davis feat. Céline Dion |
| 2025 | A New Day –                                            | — | — | — | — | — | — | — | Erstveröffentlichung: 25. Juli 2025 Sebastian Ingrosso feat. Céline Dion |

## Videoalben
| Jahr | Titel Musiklabel                                                 | Höchstplatzierung, Gesamtwochen, AuszeichnungChartplatzierungen (Jahr, Titel, Musiklabel, Platzierungen, Wochen, Auszeichnungen, Anmerkungen) | Höchstplatzierung, Gesamtwochen, AuszeichnungChartplatzierungen (Jahr, Titel, Musiklabel, Platzierungen, Wochen, Auszeichnungen, Anmerkungen) | Höchstplatzierung, Gesamtwochen, AuszeichnungChartplatzierungen (Jahr, Titel, Musiklabel, Platzierungen, Wochen, Auszeichnungen, Anmerkungen) | Höchstplatzierung, Gesamtwochen, AuszeichnungChartplatzierungen (Jahr, Titel, Musiklabel, Platzierungen, Wochen, Auszeichnungen, Anmerkungen) | Höchstplatzierung, Gesamtwochen, AuszeichnungChartplatzierungen (Jahr, Titel, Musiklabel, Platzierungen, Wochen, Auszeichnungen, Anmerkungen) | Höchstplatzierung, Gesamtwochen, AuszeichnungChartplatzierungen (Jahr, Titel, Musiklabel, Platzierungen, Wochen, Auszeichnungen, Anmerkungen) | Höchstplatzierung, Gesamtwochen, AuszeichnungChartplatzierungen (Jahr, Titel, Musiklabel, Platzierungen, Wochen, Auszeichnungen, Anmerkungen) | Anmerkungen                                                  |
| Jahr | Titel Musiklabel                                                 | DE | AT | CH | UK | US | CA | FR | Anmerkungen                                                  |
| ---- | ---------------------------------------------------------------- | --- | --- | --- | --- | --- | --- | --- | ------------------------------------------------------------ |
| 1991 | Unison SMV Enterprises                                           | — | — | — | — | — | CA— GoldCA | — | Erstveröffentlichung: 11. Juli 1991 Verkäufe: + 5.000        |
| 1995 | The Colour of My Love Concert SMV Enterprises                    | — | — | — | UK3 Platin · (132 Wo.)UK | — | — | FR— PlatinFR | Erstveröffentlichung: 1995 Verkäufe: + 170.000               |
| 1996 | Live à Paris SMV Enterprises                                     | — | — | — | UK18 (19 Wo.)UK | — | — | FR— ×3DreifachplatinFR | Erstveröffentlichung: 1996 Verkäufe: + 60.000                |
| 1997 | Live in Memphis SMV Enterprises                                  | — | — | — | UK11 Gold · (47 Wo.)UK | — | CA— PlatinCA | FR— GoldFR | Erstveröffentlichung: 1997 Verkäufe: + 45.000                |
| 1999 | Au cœur du stade SMV Enterprises                                 | — | — | — | — | — | — | FR— DiamantFR | Erstveröffentlichung: 27. September 1999 Verkäufe: + 100.000 |
| 2000 | All the Way – A Decade of Song & Video SMV Enterprises           | — | — | — | UK19 Platin · (51 Wo.)UK | — | — | — | Erstveröffentlichung: 20. Februar 2000 Verkäufe: + 170.000   |
| 2005 | On ne change pas Columbia Music Video                            | — | — | — | — | — | — | FR— ×3DreifachplatinFR | Erstveröffentlichung: 2005 Verkäufe: + 60.000                |
| 2007 | Live in Las Vegas – A New Day Columbia Music Video               | — | — | CH1 (34 Wo.)CH | UK1 Platin · (53 Wo.)UK | US— ×7SiebenfachplatinUS | CA— ×3DreifachdiamantCA | FR— ×3DreifachplatinFR | Erstveröffentlichung: 7. Dezember 2007 Verkäufe: + 1.290.000 |
| 2008 | Live à Québec TF1 Video                                          | — | — | CH2 (5 Wo.)CH | — | — | — | — | Erstveröffentlichung: 11. November 2008                      |
| 2010 | Taking Chances World Tour: The Concert a Columbia Records        | — | — | CH1 (23 Wo.)CH | — | US— PlatinUS | CA— ×4VierfachplatinCA | FR5 Gold · (20 Wo.)FR | Erstveröffentlichung: 29. April 2010 Verkäufe: + 190.000     |
| 2010 | Tournée Mondiale Taking Chances: Le Spectacle a Columbia Records | — | — | — | — | — | CA— DiamantCA | — | Erstveröffentlichung: 29. April 2010 Verkäufe: + 100.000     |
| 2010 | Celine: Through the Eyes of the World                            | — | — | CH4 (8 Wo.)CH | UK1 (25 Wo.)UK | US— GoldUS | CA— ×2DoppeldiamantCA | — | Erstveröffentlichung: 11. Mai 2010 Verkäufe: + 257.500       |

## Boxsets
| Jahr | Titel Musiklabel                                                                                           | Höchstplatzierung, Gesamtwochen, AuszeichnungChartplatzierungen (Jahr, Titel, Musiklabel, Platzierungen, Wochen, Auszeichnungen, Anmerkungen) | Höchstplatzierung, Gesamtwochen, AuszeichnungChartplatzierungen (Jahr, Titel, Musiklabel, Platzierungen, Wochen, Auszeichnungen, Anmerkungen) | Höchstplatzierung, Gesamtwochen, AuszeichnungChartplatzierungen (Jahr, Titel, Musiklabel, Platzierungen, Wochen, Auszeichnungen, Anmerkungen) | Höchstplatzierung, Gesamtwochen, AuszeichnungChartplatzierungen (Jahr, Titel, Musiklabel, Platzierungen, Wochen, Auszeichnungen, Anmerkungen) | Höchstplatzierung, Gesamtwochen, AuszeichnungChartplatzierungen (Jahr, Titel, Musiklabel, Platzierungen, Wochen, Auszeichnungen, Anmerkungen) | Höchstplatzierung, Gesamtwochen, AuszeichnungChartplatzierungen (Jahr, Titel, Musiklabel, Platzierungen, Wochen, Auszeichnungen, Anmerkungen) | Höchstplatzierung, Gesamtwochen, AuszeichnungChartplatzierungen (Jahr, Titel, Musiklabel, Platzierungen, Wochen, Auszeichnungen, Anmerkungen) | Anmerkungen                                                               |
| Jahr | Titel Musiklabel                                                                                           | DE | AT | CH | UK | US | CA | FR | Anmerkungen                                                               |
| ---- | --- | --- | --- | --- | --- | --- | --- | --- | ------------------------------------------------------------------------- |
| 2007 | Let’s Talk About Love / Falling into You / A New Day Has Come Legacy Records / Columbia Records (Sony BMG) | — | — | — | — | — | — | — | Erstveröffentlichung: 2007 Verkäufe: + 20.000                             |
| 2012 | D’eux / D’elles Sony Music (Sony)                                                                          | — | — | — | — | — | — | FR111 (4 Wo.)FR | Erstveröffentlichung: 30. Oktober 2012 Teil der Reihe Two Original Albums |
| 2013 | La collection                                                                                              | — | — | — | — | — | — | FR144 (3 Wo.)FR | Erstveröffentlichung: 15. November 2013                                   |
| 2014 | 1 fille & 4 types + Sans attendre                                                                          | — | — | — | — | — | — | FR76 (4 Wo.)FR | Erstveröffentlichung: 18. August 2014                                     |
| 2016 | The Collection                                                                                             | — | — | — | — | — | — | FR153 (2 Wo.)FR | Erstveröffentlichung: 3. Juni 2016                                        |

## Promoveröffentlichungen
Promo-Singles
| Jahr | Titel Album                                                | Anmerkungen                        |
| ---- | ---------------------------------------------------------- | ---------------------------------- |
| 1995 | Just Walk Away The Colour of My Love (Bonus Track Edition) | Erstveröffentlichung: 23. Mai 1995 |

## Sonderveröffentlichungen

### Kompilationen
| Jahr | Titel Musiklabel                                                                           | Anmerkungen                                                         |
| ---- | ------------------------------------------------------------------------------------------ | ------------------------------------------------------------------- |
| 2006 | The Solid Gold Collection auch bekannt als: The Best of the Early Years – The French Years | Erstveröffentlichung: 2004 Teil der Reihe The Solid Gold Collection |

### Boxsets
| Jahr | Titel Musiklabel                                                 | Anmerkungen                                                       |
| ---- | ---------------------------------------------------------------- | ----------------------------------------------------------------- |
| 2004 | Let’s Talk About Love / A New Day Has Come Sony Music (Sony)     | Erstveröffentlichung: 2004 Teil der Reihe x2                      |
| 2011 | Original Album Classics Legacy Records / Columbia Records (Sony) | Erstveröffentlichung: 2004 Teil der Reihe Original Album Classics |

## Statistik

### Chartauswertung
|                     | DE     | AT     | CH     | UK     | US     | CA     | FR     |
| ------------------- | ------ | ------ | ------ | ------ | ------ | ------ | ------ |
| Nummer-eins-Alben   | DE2DE  | AT4AT  | CH13CH | UK5UK  | US5US  | CA15CA | FR13FR |
| Top-10-Alben        | DE9DE  | AT10AT | CH20CH | UK12UK | US13US | CA20CA | FR24FR |
| Alben in den Charts | DE24DE | AT20AT | CH26CH | UK21UK | US16US | CA25CA | FR34FR |

|                       | DE     | AT     | CH     | UK     | US     | CA     | FR     |
| --------------------- | ------ | ------ | ------ | ------ | ------ | ------ | ------ |
| Nummer-eins-Singles   | DE1DE  | AT1AT  | CH1CH  | UK2UK  | US4US  | CA5CA  | FR6FR  |
| Top-10-Singles        | DE5DE  | AT5AT  | CH12CH | UK13UK | US10US | CA16CA | FR17FR |
| Singles in den Charts | DE20DE | AT16AT | CH31CH | UK26UK | US21US | CA41CA | FR40FR |

|                          | CH    | UK    |
| ------------------------ | ----- | ----- |
| Nummer-eins-Videoalben   | CH2CH | UK2UK |
| Top-10-Videoalben        | CH4CH | UK3UK |
| Videoalben in den Charts | CH4CH | UK6UK |

### Auszeichnungen für Musikverkäufe
| Land/RegionAuszeichnungen für Musikverkäufe (Land/Region, Auszeichnungen, Verkäufe, Quellen) | Silber       | Gold         | Platin         | Diamant       | Verkäufe     | Quellen                                                                       |
| -------------------------------------------------------------------------------------------- | ------------ | ------------ | -------------- | ------------- | ------------ | ----------------------------------------------------------------------------- |
| Argentinien (CAPIF)                                                                          | —            | Gold1        | 7× Platin7     | —             | 268.000      | capif.org.ar                                                                  |
| Australien (ARIA)                                                                            | —            | 9× Gold9     | 60× Platin60   | —             | 3.847.500    | aria.com.au                                                                   |
| Belgien (BRMA)                                                                               | —            | 14× Gold14   | 38× Platin38   | —             | 2.165.000    | ultratop.be                                                                   |
| Brasilien (PMB)                                                                              | —            | 2× Gold2     | 2× Platin2     | —             | 505.000      | pro-musicabr.org.br                                                           |
| Dänemark (IFPI)                                                                              | —            | 5× Gold5     | 27× Platin27   | —             | 935.000      | ifpi.dk                                                                       |
| Deutschland (BVMI)                                                                           | —            | 15× Gold15   | 14× Platin14   | —             | 8.450.000    | musikindustrie.de                                                             |
| Europa (IFPI)                                                                                | —            | —            | 48× Platin48   | —             | (48.000.000) | ifpi.org (Memento vom 1. Januar 2014 im Internet Archive)                     |
| Finnland (IFPI)                                                                              | —            | 5× Gold5     | 5× Platin5     | —             | 396.281      | ifpi.fi                                                                       |
| Frankreich (SNEP)                                                                            | 8× Silber8   | 18× Gold18   | 28× Platin28   | 11× Diamant11 | 19.935.233   | infodisc.fr snepmusique.com                                                   |
| Griechenland (IFPI)                                                                          | —            | 2× Gold2     | —              | —             | 25.000       | Einzelnachweise                                                               |
| Hongkong (IFPI/HKRIA)                                                                        | —            | —            | 2× Platin2     | —             | 40.000       | ifpihk.org                                                                    |
| Irland (IRMA)                                                                                | —            | —            | 4× Platin4     | —             | 60.000       | irishcharts.ie                                                                |
| Italien (FIMI)                                                                               | —            | 4× Gold4     | —              | —             | 250.000      | fimi.it                                                                       |
| Japan (RIAJ)                                                                                 | —            | 8× Gold8     | 14× Platin14   | 4× Diamant4   | 6.800.000    | riaj.or.jp JP2                                                                |
| Kanada (MC)                                                                                  | —            | 16× Gold16   | 92× Platin92   | 11× Diamant11 | 15.837.000   | musiccanada.com                                                               |
| Mexiko (AMPROFON)                                                                            | —            | 2× Gold2     | 7× Platin7     | —             | 1.120.000    | amprofon.com.mx                                                               |
| Neuseeland (RMNZ)                                                                            | —            | 8× Gold8     | 48× Platin48   | —             | 815.000      | aotearoamusiccharts.co.nz NZ2 (Memento vom 24. Juli 2011 im Internet Archive) |
| Niederlande (NVPI)                                                                           | —            | 6× Gold6     | 20× Platin20   | —             | 2.140.000    | nvpi.nl                                                                       |
| Norwegen (IFPI)                                                                              | —            | 3× Gold3     | 18× Platin18   | —             | 830.000      | ifpi.no (Memento vom 5. November 2012 im Internet Archive)                    |
| Österreich (IFPI)                                                                            | —            | 5× Gold5     | 7× Platin7     | —             | 440.000      | ifpi.at                                                                       |
| Polen (ZPAV)                                                                                 | —            | 8× Gold8     | 5× Platin5     | —             | 555.000      | olis.pl                                                                       |
| Portugal (AFP)                                                                               | Silber1      | Gold1        | —              | —             | 14.000       | Einzelnachweise                                                               |
| Russland (NFPF)                                                                              | —            | 2× Gold2     | —              | —             | 20.000       | 2m-online.ru                                                                  |
| Schweden (IFPI)                                                                              | —            | 4× Gold4     | 16× Platin16   | —             | 1.105.000    | sverigetopplistan.se SE2 (Memento vom 17. Juli 2012 im Internet Archive)      |
| Schweiz (IFPI)                                                                               | —            | 8× Gold8     | 33× Platin33   | —             | 1.615.000    | hitparade.ch                                                                  |
| Singapur (RIAS)                                                                              | —            | Gold1        | —              | —             | 5.000        | rias.org.sg                                                                   |
| Spanien (Promusicae)                                                                         | —            | 3× Gold3     | 10× Platin10   | —             | 1.320.000    | elportaldemusica.es ES2                                                       |
| Südafrika (RISA)                                                                             | —            | Gold1        | 2× Platin2     | —             | 450.000      | Einzelnachweise                                                               |
| Taiwan (RIT)                                                                                 | —            | Gold1        | 12× Platin12   | —             | 633.518      | rit.org.tw                                                                    |
| Türkei (Mü-YAP)                                                                              | —            | 2× Gold2     | —              | —             | 40.000       | Einzelnachweise                                                               |
| Ungarn (MAHASZ)                                                                              | —            | 7× Gold7     | —              | —             | 69.000       | slagerlistak.hu                                                               |
| Uruguay (CUD)                                                                                | —            | Gold1        | —              | —             | 3.000        | cudisco.org (Memento vom 9. Dezember 2004 im Internet Archive)                |
| Vereinigte Staaten (RIAA)                                                                    | —            | 5× Gold5     | 52× Platin52   | 2× Diamant2   | 66.775.000   | riaa.com                                                                      |
| Vereinigtes Königreich (BPI)                                                                 | 13× Silber13 | 13× Gold13   | 41× Platin41   | —             | 19.945.000   | bpi.co.uk                                                                     |
| Insgesamt                                                                                    | 22× Silber22 | 180× Gold180 | 612× Platin612 | 28× Diamant28 |              |                                                                               |